# Баханай (село)
Баханай  (рос. Баханай) — село у Жиганському улусі Республіки Сахи Російської Федерації.
Населення становить 264  особи. Належить до муніципального утворення Ліндинський наслег (евенкійський національний).

## Географія
Село знаходиться на лівому березі річки Баханай, що впадає в річку Лену за 12 кілометрів на північ. 

### Клімат
| Клімат Баханая            | Клімат Баханая | Клімат Баханая | Клімат Баханая | Клімат Баханая | Клімат Баханая | Клімат Баханая | Клімат Баханая | Клімат Баханая | Клімат Баханая | Клімат Баханая | Клімат Баханая | Клімат Баханая | Клімат Баханая |
| Показник                  | Січ.           | Лют.           | Бер.           | Квіт.          | Трав.          | Черв.          | Лип.           | Серп.          | Вер.           | Жовт.          | Лист.          | Груд.          | Рік            |
| Середній максимум, °C     | −35,9          | −31            | −17,5          | −4,4           | 6,7            | 18,0           | 22,1           | 17,9           | 8,3            | −6,7           | −26            | −33,5          | −6             |
| Середня температура, °C   | −39,3          | −34,7          | −23,1          | −10,4          | 2,1            | 12,7           | 16,5           | 12,6           | 4,1            | −10,1          | −29,5          | −37            | −11            |
| Середній мінімум, °C      | −42,7          | −38,4          | −28,6          | −16,4          | −2,5           | 7,5            | 11,0           | 7,3            | 0,0            | −13,5          | −32,9          | −40,4          | −15            |
| Норма опадів, мм          | 10             | 8              | 10             | 11             | 20             | 33             | 47             | 42             | 35             | 31             | 18             | 14             | 279            |
| ------------------------- | -------------- | -------------- | -------------- | -------------- | -------------- | -------------- | -------------- | -------------- | -------------- | -------------- | -------------- | -------------- | -------------- |
| Джерело: climate-data.org |                |                |                |                |                |                |                |                |                |                |                |                |                |

## Історія
Згідно із законом від 30 листопада 2004 року органом місцевого самоврядування є Ліндинський наслег (евенкійський національний).

## Населення
| 2002 | 2010 | 2011 | 2012 | 2013 | 2014 | 2015 |
| ---- | ---- | ---- | ---- | ---- | ---- | ---- |
| 285  | ↘260 | →260 | ↘256 | ↗262 | ↗263 | ↗275 |
| 2016 | 2017 | 2018 |      |      |      |      |
| ↘271 | ↘269 | ↘264 |      |      |      |      |